# One of the Boys
One of the boys is het debuutalbum van de Amerikaanse singer-songwriter Katy Perry. De plaat is uitgebracht door platenlabel Capitol Records en distributeur EMI. Het album bevat 12 nummers en als bonus bevat de cd de rock-mix en videoclip van het nummer "I Kissed a Girl". De cd is een mix van danshits en emotionele popliedjes. Wereldwijd werden er meer dan 2 miljoen exemplaren van het album verkocht.

## Achtergrond
Het album werd opgenomen in 2007 en de release ervan gebeurde in 2008. In Canada en de Verenigde Staten gebeurde dit op 17 juni 2008. Het duurde vele jaren het album in elkaar te zetten. Perry zelf verklaarde dat ze al vanaf haar negentiende aan dit album aan het werken was. Ze werd gedumpt door twee platenlabels en moest ook twee albums annuleren. Voor dit album werkte Perry onder andere samen met belangrijke producenten Greg Wells (Mika, OneRepublic), Dr. Luke (Kelly Clarkson, Avril Lavigne), Dave Stewart, Max Martin. Ze schreef mee aan elk nummer van het album en schreef ook drie songs volledig zelf.

## Ontvangst

### Kritisch
Het album lokte verschillende commentaren uit. De Londense UNCUT-magazine schreef dat Gwen Stefani zenuwachtig mag worden voor de concurrentie van Katy Perry terwijl NME schreef dat Paris Hilton en Madonna fans kunnen worden, maar dat je dit album beter niet koopt. De Slant Magazine besloot dat Perry niet de vocale kracht heeft om in de muziekwereld te kunnen volgen met de rest. Billboard Magazine en Blender vonden het album dan wel weer de moeite waard om te kopen.

### Commercieel
In België kwam het album binnen op 20 september 2008 in de Vlaamse Ultratop 50. Het album haalde de 24e plaats als hoogste positie. In België ontving Katy ook een gouden plaat voor haar prestaties omdat het album meer dan 15.000 keer over de toonbank ging. Singles "I Kissed a Girl", die de Ultratop vijf weken topte, en "Hot N Cold", die de tweede positie bereikte, werden al meer dan 10.000 keer verkocht en kregen zo ook een gouden plaat.
In Nederland had leadsingle "I Kissed a Girl" een snelle start door op #16 te debuteren en daarna zeven weken in de top 10 te bivakkeren. Omdat CMO vanaf die periode ook werd meegeteld in de Nederlandse Top 40, bereikte het nummer alsnog de eerste plek en verbleef daar twee weken. Opvolger "Hot N Cold", pakte net als "I Kissed a Girl", vrij laat de eerste positie (in de tiende week) en verbleef langer in de Nederlandse Top 40 dan haar voorganger. Ook genoot het meer airplay. Derde single "Thinking of You" deed het slechter, door slechts negen weken in de Top 40 te bivakkeren (waar "I Kissed a Girl" en "Hot N Cold" dat respectievelijk 15 en 19 weken deden) en drie weken te pieken op 18. Vierde single "Waking Up in Vegas" staat klaar voor een release in april 2009.

## Hello Katy Tour 2009
Om haar album te promoten, reisde Katy Perry een stuk van de wereld rond met haar "Hello Katy Tour". Het concert was een infinitief van Live Nation.

## Tracklist
| Track | Titel                  | Schrijver(s)                                   | Lengte |
| ----- | ---------------------- | ---------------------------------------------- | ------ |
| 1     | "One of the Boys"      | Katy Perry                                     | 4:07   |
| 2     | "I Kissed a Girl"      | Max Martin, dr. Luke, Cathy Dennis, Katy Perry | 2:59   |
| 3     | "Waking Up in Vegas"   | Desmond Child, Andreas Carlsson, Katy Perry    | 3:19   |
| 4     | "Thinking of You"      | Katy Perry                                     | 4:06   |
| 5     | "Mannequin"            | Katy Perry                                     | 3:17   |
| 6     | "Ur So Gay"            | Greg Wells, Katy Perry                         | 3:37   |
| 7     | "Hot N Cold"           | Max Martin, Dr. Luke, Katy Perry               | 3:40   |
| 8     | "If You Can Afford Me" | Dave Katz, Sam Hollander, Katy Perry           | 3:18   |
| 9     | "Lost"                 | Ted Bruner, Katy Perry                         | 4:15   |
| 10    | "Self Inflicted"       | Scott Cutler, Anne Preven, Katy Perry          | 3:25   |
| 11    | "I'm Still Breathing"  | Dave Stewart, Katy Perry                       | 3:48   |
| 12    | "Fingerprints"         | Greg Wells, Katy Perry                         | 3:44   |

## Singles
- Ur So Gay
- I Kissed a Girl
- Hot N Cold
- One of the Boys
- Thinking of You
- Waking Up in Vegas

### Hitnoteringen in Nederland/Vlaanderen
| Single met eventuele hitnotering(en) in de Nederlandse Top 40 | Datum van verschijnen | Datum van binnenkomst | Hoogste positie | Aantal weken | Opmerkingen                            |
| ------------------------------------------------------------- | --------------------- | --------------------- | --------------- | ------------ | -------------------------------------- |
| I kissed a girl                                               | 2008                  | 26-07-2008            | 1(2wk)          | 15           | #3 in de Single Top 100 / Alarmschijf  |
| Hot n cold                                                    | 2008                  | 01-11-2008            | 1(2wk)          | 19           | #5 in de Single Top 100 / Alarmschijf  |
| Thinking of you                                               | 2009                  | 07-02-2009            | 18              | 9            | #79 in de Single Top 100 / Alarmschijf |
| Waking up in Vegas                                            | 2009                  | 06-06-2009            | 12              | 10           | #78 in de Single Top 100               |

| Single met hitnotering(en) in de Vlaamse Ultratop 50 | Datum van verschijnen | Datum van binnenkomst | Hoogste positie | Aantal weken | Opmerkingen |
| ---------------------------------------------------- | --------------------- | --------------------- | --------------- | ------------ | ----------- |
| I kissed a girl                                      | 2008                  | 16-08-2008            | 1(5wk)          | 26           | Goud        |
| Hot n cold                                           | 2008                  | 29-11-2008            | 2               | 24           | Goud        |
| Thinking of you                                      | 2009                  | 14-03-2009            | tip9            | -            |             |
| Waking up in Vegas                                   | 2009                  | 30-05-2009            | tip6            | -            |             |

## Hitnotering
| "One of the Boys" in de Album Top 100 - binnen: 20-09-2008 | "One of the Boys" in de Album Top 100 - binnen: 20-09-2008 | "One of the Boys" in de Album Top 100 - binnen: 20-09-2008 | "One of the Boys" in de Album Top 100 - binnen: 20-09-2008 | "One of the Boys" in de Album Top 100 - binnen: 20-09-2008 | "One of the Boys" in de Album Top 100 - binnen: 20-09-2008 | "One of the Boys" in de Album Top 100 - binnen: 20-09-2008 | "One of the Boys" in de Album Top 100 - binnen: 20-09-2008 | "One of the Boys" in de Album Top 100 - binnen: 20-09-2008 | "One of the Boys" in de Album Top 100 - binnen: 20-09-2008 | "One of the Boys" in de Album Top 100 - binnen: 20-09-2008 | "One of the Boys" in de Album Top 100 - binnen: 20-09-2008 | "One of the Boys" in de Album Top 100 - binnen: 20-09-2008 | "One of the Boys" in de Album Top 100 - binnen: 20-09-2008 | "One of the Boys" in de Album Top 100 - binnen: 20-09-2008 | "One of the Boys" in de Album Top 100 - binnen: 20-09-2008 | "One of the Boys" in de Album Top 100 - binnen: 20-09-2008 | "One of the Boys" in de Album Top 100 - binnen: 20-09-2008 | "One of the Boys" in de Album Top 100 - binnen: 20-09-2008 | "One of the Boys" in de Album Top 100 - binnen: 20-09-2008 |
| Week                                                       | 1                                                          | 2                                                          | 3                                                          | 4                                                          | 5                                                          | 6                                                          | 7                                                          | 8                                                          | 9                                                          | 10                                                         | 11                                                         | 12                                                         | 13                                                         | 14                                                         | 15                                                         | 16                                                         | 17                                                         | 18                                                         | 19                                                         |
| ---------------------------------------------------------- | ---------------------------------------------------------- | ---------------------------------------------------------- | ---------------------------------------------------------- | ---------------------------------------------------------- | ---------------------------------------------------------- | ---------------------------------------------------------- | ---------------------------------------------------------- | ---------------------------------------------------------- | ---------------------------------------------------------- | ---------------------------------------------------------- | ---------------------------------------------------------- | ---------------------------------------------------------- | ---------------------------------------------------------- | ---------------------------------------------------------- | ---------------------------------------------------------- | ---------------------------------------------------------- | ---------------------------------------------------------- | ---------------------------------------------------------- | ---------------------------------------------------------- |
| Nummer                                                     | 32                                                         | 47                                                         | 56                                                         | 75                                                         | 80                                                         | 54                                                         | 45                                                         | 46                                                         | 51                                                         | 68                                                         | 63                                                         | 70                                                         | 80                                                         | 78                                                         | 69                                                         | 71                                                         | 59                                                         | 62                                                         | 71                                                         |
| Week                                                       | 20                                                         | 21                                                         | 22                                                         | 23                                                         | 24                                                         | 25                                                         | 26                                                         | 27                                                         | 28                                                         |                                                            | 29                                                         | 30                                                         | 31                                                         | 32                                                         | 33                                                         | 34                                                         | 35                                                         |                                                            |                                                            |
| Nummer                                                     | 62                                                         | 63                                                         | 62                                                         | 78                                                         | 61                                                         | 56                                                         | 70                                                         | 82                                                         | 87                                                         | uit                                                        | 65                                                         | 67                                                         | 50                                                         | 57                                                         | 54                                                         | 86                                                         | 68                                                         | uit                                                        |                                                            |